# Eva Ibbotson
Eva Ibboston (Viena, 21 de janeiro de 1925 – Newcastle, 20 de outubro de 2010) era uma autora inglesa que escrevia livros de fantasia destinados ao público infantil.

## Livros publicados
- Viagem ao Paraíso Verde - no original Journey to the river sea[1]
- O segredo da plataforma 13[1]
- Puxa, qual bruxa?[1]
- Disque fantasma
- O grande resgate dos fantasmas[1]
- Missão monstro
- Mais que uma bruxa
- A assombração de Hiram
- A estrela de Kazan
- O refúgio do príncipe
- As duas feiticeiras